# 와타나베 잇페이
와타나베 잇페이(일본어: 渡辺 一平, 1969년 9월 28일 ~ )는 일본의 전 축구 선수이다.

## 구단 경력
1992년 J1리그의 요코하마 플뤼겔스에 입단했다. 1993년에 천황배 우승을 차지했다. 1995년까지 69경기에 출전하여, 5득점을 넣었다. 1996년부터 1997년까지 주빌로 이와타와 비셀 고베에서 뛰었다. 1998년 재팬 풋볼 리그의 미토 홀리호크로 이적했다. 1999년 일본 풋볼 리그의 요코하마 FC로 이적했다. 1999년과 2000년 2번의 일본 풋볼 리그 우승을 차지했다. 2000년후 현역 은퇴.